# Mateli Magdalena Kuivalatar
Mateli Magdalena Kuivalatar (8 maggio 1771 – 29 dicembre 1846) è stata una cantante finlandese.

## Biografia
Sesta di undici figli di Antti Antinpoika Kuivalainen (1741) e Valpuri Matintytär Muroke Tohmajärven Oskolasta. Ha sposato Peter (Pekka) Antinpoika Ikonen nel 1793 dal quale ebbe undici figli. Vedova del 1832, era una cantante folk, veggente, una donna dotata di notevole astuzia e pervicacia. Il filologo, scrittore, botanico e medico finlandese  Elias Lönnrot la conobbe nel settembre del 1838. Riconoscendo la qualità delle sue opere ne fece una revisione. Le sue canzoni popolari erano molto diversi dalle altre, includendo anche eventi del poema epico finlandese del Kalevala, composto dallo stesso Elias Lönnrot.